# Liste der Baudenkmale in Staven
In der Liste der Baudenkmale in Staven sind alle denkmalgeschützten Bauten der Gemeinde Staven (Mecklenburg-Vorpommern) und ihrer Ortsteile aufgelistet. Grundlage ist die Veröffentlichung der Denkmalliste des Landkreises Mecklenburg-Strelitz mit dem Stand vom 18. März 2011. 

## Baudenkmale nach Ortsteilen

### Staven
| ID | Lage                    | Bezeichnung                  | Beschreibung | Bild                  |
| -- | ----------------------- | ---------------------------- | --- | --------------------- |
|    | Bassower Weg 22 (Karte) | Bahnhof                      | | Weitere Bilder        |
|    | Am Gutshof              | Gutsanlage mit:              | |                       |
|    | Am Gutshof              | - Gutshaus                   | Spätbarocker 1-geschossiger, 14-achsiger Putzbau vom 18. Jh. mit 2-geschossigem, 4-achsigen Mittelrisalit, im 19. Jh. neogotisch umgebaut, nach 1996 saniert. |                       |
|    | (Karte)                 | - Park                       | |                       |
|    |                         | - Speicher                   | 3-geschossiger, 8-achsiger Backsteinbau mit Zwerchgiebel |                       |
|    |                         | - Taubenturm                 | |                       |
|    |                         | - Remise                     | |                       |
|    | (Karte)                 | - Mauer mit Torpfeiler       | | *Mauer mit Torpfeiler |
|    |                         | - Holzscheune des Gutes      | |                       |
|    | (Karte)                 | Kirche und zwei Eisenglocken | | Weitere Bilder        |

### Rossow
| ID | Lage                | Bezeichnung                      | Beschreibung | Bild           |
| -- | ------------------- | -------------------------------- | --- | -------------- |
|    | Hofstraße 1         | Gutshaus                         | Barocker, 1-geschossiger, geputzter Fachwerkbau vom Beginn des 18. Jh. mit Krüppelwalm und Mittelrisalit sowie zwei Anbauten. Das Gutshaus wurde im Winter 2011/12 wegen Baufälligkeit abgerissen und vom Dorfclub 2013 durch ein neues Gemeindehaus ersetzt. | Weitere Bilder |
|    | Hofstraße 5 (Karte) | ehem. Speicher                   | | ehem. Speicher |
|    | (Karte)             | Kirche mit Mauer und Torpfeilern | Neogotische, verputzte Saalkirche von 1914 mit kleinem Türmchen; Bauherr Gutsbesitzer Wilhelm von Oertzen. | Weitere Bilder |

## Quelle
- Karte der Baudenkmale im Geoportal des Landkreises